# El Munt (Castellterçol)
El Munt és una masia del terme municipal de Castellterçol, al Moianès.
Està situat al sud-oest de la vila de Castellterçol, al bell mig del Serrat llarg del Munt, al sud-oest del Puig de Rosanes i de la masia del Ricard, al nord de Sant Julià d'Úixols, parròquia a la qual pertanyia.